# Historie kosmonautiky
Začátek historie kosmonautiky je datován do přelomu 19. a 20. století, kdy byly vydány přelomové teoretické práce Konstantina Ciolkovského, na kterého v dalších desetiletích navázal Robert Goddard.
V období studené války probíhal mezi Spojenými státy a Sovětským svazem tzv. vesmírný závod, který začal v roce 1957 vypuštěním první umělé družice, sovětského Sputniku 1. Tempo technologického vývoje spojeného s tímto závodem se zrychlovalo a již o čtyři roky později letěl do vesmíru první člověk – Jurij Gagarin v lodi Vostok 1. Jeho krajan Alexej Leonov vystoupil v roce 1965 jako první z lodi do volného prostoru. Na povrch Měsíce jako první vstoupili Američané Neil Armstrong a Buzz Aldrin v roce 1969 z přistávacího modulu lodi Apollo 11. Roku 1971 byla do vesmíru vypuštěna Sovětským svazem první orbitální stanice Saljut 1, o dva roky později ji následovala i americká stanice Skylab. V roce 1981 poprvé vzlétl americký raketoplán Space Shuttle, jehož několik vyrobených kusů bylo využíváno dalších 30 let.
Po Sovětském svazu a Spojených státech se v roce 1978 stalo Československo třetí zemí, jejíž občan letěl do vesmíru. Byl jím Vladimír Remek v lodi Sojuz 28.
V 90. letech 20. století zahájila svůj kosmický program i Čína, která vypustila svoji první pilotovanou loď Šen-čou 5 v roce 2003.